# Заозерье (Приморский район)
Заозерье — деревня в Приморском районе Архангельской области. Входит в состав Лисестровского сельского поселения (муниципальное образование «Лисестровское»).

## Географическое положение
Деревня расположена на левом берегу водотока Мечка, рукава реки Северная Двина, неподалёку от южной границы городского округа «Город Новодвинск», рядом с автомобильной трассой, соединяющей город Новодвинск и село Холмогоры. Ближайшие населённые пункты Лисестровского сельского поселения — деревня Никольское на севере и деревня Негино на юго-востоке.

## Население
Численность населения деревни, по данным Всероссийской переписи населения 2010 года, составляла 9 человек. 
| Население                            | на 1 января 2010 года |
| ------------------------------------ | --------------------- |
| В возрасте до 16 лет                 | 7                     |
| Трудовые ресурсы (из них работающих) | 7 (7)                 |
| Пенсионеры                           | 19                    |
| Всего                                | 33                    |
| Прибыло / выбыло (за год)            | 4 / 0                 |
| Родилось / умерло (за год)           | 0 / 1                 |

## Инфраструктура
Жилищный фонд деревни составляет 6,7 тыс. м². Объекты социальной сферы и стационарного торгового обслуживания населения на территории населённого пункта отсутствуют.